# Long Term Parking
Long Term Parking est une œuvre monumentale d'art contemporain, édifiée en 1982 par Arman au domaine du Montcel, ex-siège de la Fondation Cartier à Jouy-en-Josas dans les Yvelines. Il s'agit d'une accumulation par empilement de 59 véritables carcasses d'automobiles superposées les unes sur les autres, coulées dans 1 600 tonnes de béton.

## Description
Haute de 19,50 mètres, large de 6 mètres, elle contient 59 voitures qu'Arman a repeintes après qu'elles eurent été dégagées en partie du béton, en choisissant leur couleur fluo en fonction de leur emplacement et des proportions réalistes en circulation à l'époque.
L'ensemble pèse 2 050 tonnes (dont 1 600 de béton).

## Histoire
Sa construction a coûté plus d'un million de francs à l'époque. Le mécénat de l'œuvre est dû à Jean Hamon.
L'inauguration a eu lieu en novembre 1982.
Cette tour a été l'objet de controverses. L'« association des amis de la vallée de la Bièvre » a mené sans succès son auteur en justice pour la faire déplacer.
Elle a été inscrite au programme d'arts plastiques facultatif pour le baccalauréat en 2007, 2008 et 2009.
Cette sculpture se veut évolutive. Dès sa création, Arman souhaitait voir les pneus pourrir, les carrosseries rouiller et se désagréger. Près de 40 ans après sa création, le temps a fait son œuvre, et certaines voitures sont bien endommagées. La finalité de l'œuvre sera la disparition totale des voitures, laissant apparaître les emplacements dans le béton.

## Modèles
Parmi les modèles d'automobiles présents dans Long Term Parking, :
- Austin Mini
- Autobianchi A112
- Buick Special
- Chrysler 160
- Citroën Ami 6
- Citroën DS
- Citroen GS break
- Citroën Traction Avant
- Fiat 124
- Fiat 126
- Fiat 500
- Ford Escort MK1
- Honda S800
- Mercedes Benz W110
- Opel Rekord
- Opel Rekord C
- Peugeot 104
- Peugeot 204
- Peugeot 304
- Peugeot 404
- Peugeot 504
- Renault 4 fourgonnette
- Renault 5
- Renault 6
- Renault 10
- Renault 12
- Renault 16
- Renault Caravelle
- Renault Dauphine
- Simca 1000
- Simca 1100
- Simca 1307
- Simca Aronde
- Volkswagen K70
- Volkswagen Coccinelle